# مورد فوستانگ
راونو روزنورم (استونیایی: Rauno Roosnurm؛ ۲۱ فوریهٔ ۱۹۹۱)، که با نام هنری مورد فوستانگ (انگلیسی: Mord Fustang) شناخته می‌شود، دی‌جی و تهیه‌کنندهٔ موسیقی استونیایی است. از او به‌عنوان پیشگام ژانر کامپلکسترو یاد می‌شود.

## حرفه
راونو روزنورم در کوز متولد شد و اکنون در تالین ساکن است.
او در سال ۲۰۱۱ چندین تک‌آهنگ از جمله «رؤیای الکتریک» به‌همراه میلکی وی، «سوپر میت فریز» و «رنگین‌کمان را لیس بزن» را از طریق شرکت پلاسماپول منتشر کرد. او به‌دلیل ریمیکس‌کردن تک‌آهنگ‌های هنرمندانی مانند ال‌ام‌اف‌ای‌او به شهرت رسید. ترانهٔ آهنگ «یک دنیای جدید» او در یک آگهی تبلیغاتی صبحانه بریتانیایی پخش شد. او نخستین حضور خود در جشنواره‌های موسیقی را در جشنواره موسیقی اولترا ۲۰۱۱ در میامی تجربه کرد.
در مارس ۲۰۱۲، مورد فوستانگ در پنجمین مراسم سالانهٔ جوایز موسیقی بیت‌پورت به‌عنوان هنرمند موفق سال انتخاب شد. او در سال ۲۰۱۲ در جشنوارهٔ موسیقی اولترا اجرا کرد. او یک آلبوم چندآهنگه شامل چهار ترانه را با عنوان «به آینده خوش آمدید» منتشر کرد. مورد فوستانگ در تور پلاسماپول در سال ۲۰۱۲ نیز حضور داشت. آثار موسیقایی مورد فوستانگ در موسیقی متن فورتزا هورایزن نیز به مورد استفاده قرار گرفت و یکی از آثار او نیز به‌عنوان موسیقی انتخابی در کانتر-استرایک: گلوبال آفنسیو در دسترس کاربران قرار گرفت.
در سال ۲۰۱۵، او نخستین آلبوم استودیویی خود با عنوان ۹۹۹۹ در ۱ را از طریق لیبل خودش مجیک تروپر منتشر کرد. او این آلبوم را به‌عنون یک «آلبوم مفهومی» توصیف کرده‌است. او خود را به ماوس‌ترپ نزدیک کرد و متعاقباً موفق شد قرارداری را با این ناشر امضا کند. نخستین اثر منتشرشدهٔ مورد فوستانگ در ماوس‌ترپ، یک آلبوم بلند با عنوان «مورمورز» بود.
مورد فوستانگ در یک توییت و پستی در فیس‌بوک در مهٔ ۲۰۲۱ ضمن اشاره به اظهارات نادرست منتشرشده، اعلام کرد که به پلاسماپول وابستگی ندارد. او از طرفداران خواست به دلیل «سوءاستفاده، دستکاری، [دروغ گفتن] به هنرمندانشان و [استفاده از] حقه‌های کثیف» برای نگه‌داشتن هنرمندان، از خرید یا پخش جاری آثار این ناشر خودداری کنند و گفت که آن‌ها دست به «بیرون کشیدن قطعات کلاسیک خاک‌خورده طی سالیان، استفاده از تصاویر تاریخ‌گذشته و انتشار نسخه‌های تأیید نشده» زده‌اند، و شنوندگان را تشویق کرده‌اند که آثار موسیقایی او را دریازنی کنند و این ناشر را دور بزنند. در ژوئن ۲۰۲۱ فهرستی از آهنگ‌هایی که او آرزو داشت دیگر به پلاسماپول وابسته نباشند، منتشر شد.

## آثار

### آلبوم‌ها
| عنوان                                                                   | جزئیات                                                                   | بهترین جایگاه در جدول‌های موسیقی |
| عنوان                                                                   | جزئیات                                                                   | ایالات متحده                    |
| ----------------------------------------------------------------------- | ------------------------------------------------------------------------ | ------------------------------- |
| رؤیای الکتریک (ریمیکس‌ها، بخش ۳)                                         | - انتشار: ۲۱ نوامبر ۲۰۱۱ - ناشر: هاوس‌ریکوردینگز - فرمت: دانلود دیجیتال   | —                               |
| چشم‌ها روی مورد فوستانگ                                                  | - انتشار: ۲۲ ژوئیهٔ ۲۰۱۲ - ناشر: سلکتد - فرمت: دانلود دیجیتال             | —                               |
| رؤیای الکتریک (ریمیکس‌ها)                                                | - انتشار: ۹ ژوئن ۲۰۱۳ - ناشر: هاوس‌ریکوردینگز - فرمت: دانلود دیجیتال      | —                               |
| چشم‌ها روی مورد فوستانگ ۲                                                | - انتشار: ۱۴ آوریل ۲۰۱۳ - ناشر: سلکتد - فرمت: دانلود دیجیتال             | —                               |
| ۹۹۹۹ در ۱                                                               | - انتشار: ۲۰ ژانویهٔ ۲۰۱۵ - ناشر: مجیک تروپر - فرمت: دانلود دیجیتال، سی‌دی | ۱۷                              |
| ۹۹۹۹ در ۱ (نسخه نهایی)                                                  | - انتشار: ۲۶ اکتبر ۲۰۱۵ - ناشر: مجیک تروپر - فرمت: دانلود دیجیتال        | —                               |
| ماجراجویی در اتاق هیجان                                                 | - انتشار: ۲۶ مهٔ ۲۰۱۸ - ناشر: داون آو لایت - فرمت: دانلود دیجیتال         | —                               |
| مفهوم الهام                                                             | - انتشار: ۱۰ اوت ۲۰۱۸ - ناشر: داون آو لایت - فرمت: دانلود دیجیتال        | —                               |
| چشم‌ها روی مورد فوستانگ ۳                                                | - انتشار: ۵ اکتبر ۲۰۱۸ - ناشر: داون آو لایت - فرمت: دانلود دیجیتال       | —                               |
| III                                                                     | - انتشار: 9 November 2018 - ناشر: داون آو لایت - فرمت: دانلود دیجیتال    | —                               |
| III (نسخه نهایی)                                                        | - انتشار: ۲۳ نوامبر ۲۰۱۸ - ناشر: داون آو لایت - فرمت: دانلود دیجیتال     | —                               |
| نمادگرایی همه‌چیز                                                        | - انتشار: ۲۱ فوریهٔ ۲۰۱۹ - ناشر: داون آو لایت - فرمت: دانلود دیجیتال      | —                               |
| نمادگرایی همه‌چیز (نسخه کودا)                                            | - انتشار: ۲۴ مهٔ ۲۰۱۹ - ناشر: داون آو لایت - فرمت: دانلود دیجیتال         | —                               |
| با هم                                                                   | - انتشار: ۳۰ اوت ۲۰۱۹ - ناشر: داون آو لایت - فرمت: دانلود دیجیتال        | —                               |
| طنین انرژی‌ها                                                            | - انتشار: ۱۹ ژوئن ۲۰۲۰ - ناشر: داون آو لایت - فرمت: دانلود دیجیتال       | —                               |
| دریاچه                                                                  | - انتشار: ۱۱ دسامبر ۲۰۲۰ - ناشر: داون آو لایت - فرمت: دانلود دیجیتال     | —                               |
| سفت بچسب                                                                | - انتشار: ۲۶ نوامبر ۲۰۲۱ - ناشر: داون آو لایت - فرمت: دانلود دیجیتال     | —                               |
| «—» نشانگر اثری است که در جدول‌های موسیقی قرار نگرفته یا منتشر نشده است. |                                                                          |                                 |

### آلبوم‌های چندآهنگه
| عنوان                                | جزئیات                                                                |
| ------------------------------------ | --------------------------------------------------------------------- |
| یک دنیای جدید                        | - انتشار: ۱ اوت ۲۰۱۱ - ناشر: نویز - فرمت: دانلود دیجیتال              |
| رؤیای الکتریک (ریمیکس‌ها، بخش ۱)      | - انتشار: ۲۲ اوت ۲۰۱۱ - ناشر: هاوس‌ریکوردینگز - فرمت: دانلود دیجیتال   |
| رؤیای الکتریک (ریمیکس‌ها، بخش ۲)      | - انتشار: ۳ دسامبر ۲۰۱۱ - ناشر: هاوس‌ریکوردینگز - فرمت: دانلود دیجیتال |
| به آینده خوش آمدید                   | - انتشار: ۱۶ آوریل ۲۰۱۲ - ناشر: پلاسماپول - فرمت: دانلود دیجیتال      |
| چیزی مربوط به موسیقی                 | - انتشار: ۳۰ سپتامبر ۲۰۱۳ - ناشر: پلاسماپول - فرمت: دانلود دیجیتال    |
| مورمورز                              | - انتشار: ۱۳ نوامبر ۲۰۱۵ - ناشر: ماوس‌ترپ - فرمت: دانلود دیجیتال       |
| تکه‌ها: پادشاهی و شعبده‌باز            | - انتشار: ۲۵ مارس ۲۰۱۶ - ناشر: داون آو لایت - فرمت: دانلود دیجیتال    |
| یک خورشید جدید                       | - انتشار: ۱۱ مهٔ ۲۰۱۸ - ناشر: پلاسماپول - فرمت: دانلود دیجیتال         |
| ئی‌پی۲ ۲۰۱۸                           | - انتشار: ۱۱ ژوئن ۲۰۱۸ - ناشر: داون آو لایت - فرمت: دانلود دیجیتال    |
| واقعیت معاصر                         | - انتشار: ۱۹ ژوئن ۲۰۱۸ - ناشر: داون آو لایت - فرمت: دانلود دیجیتال    |
| قلب‌های موازی                         | - انتشار: ۳ ژوئیه ۲۰۱۸ - ناشر: داون آو لایت - فرمت: دانلود دیجیتال    |
| روحی در زندگی تو / چیز هاوس فیلترشده | - انتشار: ۱۹ اکتبر ۲۰۱۸ - ناشر: داون آو لایت - فرمت: دانلود دیجیتال   |
| باقی‌مانده‌های III                     | - انتشار: ۲۳ نوامبر ۲۰۱۸ - ناشر: داون آو لایت - فرمت: دانلود دیجیتال  |
| فرایند زدایش                         | - انتشار: ۵ آوریل ۲۰۱۹ - ناشر: داون آو لایت - فرمت: دانلود دیجیتال    |
| گلی بدون اسم                         | - انتشار: ۳۱ مهٔ ۲۰۱۹ - ناشر: داون آو لایت - فرمت: دانلود دیجیتال      |
| سحابی امید                           | - انتشار: ۱۱ اکتبر ۲۰۱۹ - ناشر: داون آو لایت - فرمت: دانلود دیجیتال   |

### تک‌آهنگ‌ها
۲۰۱۱
- «رؤیای الکتریک» [پلاسماپول]
- «سوپر میت فریز» [پلاسماپول]
- «راه شیری» [پلاسماپول]
- «رنگین‌کمان را لیس بزن» [پلاسماپول]
- «یک دنیای جدید» [نویز]
- «تفنگدار جادویی» [پلاسماپول]
- «اکنون به هم وصلیم» [پلاسماپول]

۲۰۱۲
- «شامپلو» [پلاسماپول]
- «ویندویکر» [پلاسماپول]

۲۰۱۳
- «تایتو» [پلاسماپول]
- «تفنگدار جادویی (ریمیکس جی‌پی.موآ)» [هاوس‌ریکوردینگز]
- «چیزی همین میو» [پلاسماپول]
- «اگر می‌خواهی» [پلاسماپول]

۲۰۱۴
- «دریول» [مجیک تروپر]
- «پاپ» [مجیک تروپر]
- «داپل‌گنگ‌بنگر» [مجیک تروپر]

۲۰۱۵
- «پاپ (ریمیکس استارباک)» [مجیک تروپر]

۲۰۱۶
- «ما هستیم» (به‌همراه لیزی ریچ) [بیگ اند درتی ریکوردینگز]
- «امشب» [داون آو لایت]
- «تراوش کن (برش گشترش‌یافته)» [داون آو لایت]
- «دیسک آرکید_» [داون آو لایت]

۲۰۱۷
- «الماس‌ها» [داون آو لایت]
- «به‌خاطر تو» [پلاسماپول]
- «روزی خوش در باغ‌وحش» [پلاسماپول]

۲۰۱۸
- «وی‌آرئی‌اس» [پلاسماپول]
- «سوربت» [پلاسماپول]
- «سایبرفلانک» [پلاسماپول]
- «من‌درآوردی» [داون آو لایت]
- «گایا» [داون آو لایت][۴۴]
- «الیکسیا» [بیت سیبر (موسیقی متن اصلی بازی)، قسمت ۲ – ئی‌پی][۴۵]
- «من یک مسافرم» [داون آو لایت]
- «آدیو» [داون آو لایت]
- «نوشابه گازدار» [داون آو لایت]

۲۰۱۹
- «فریک دت» [داون آو لایت]
- «دورتر» [داون آو لایت][۴۶]
- «ولگرد» [داون آو لایت][۴۷]
- «سنگ‌های کلیدی» [داون آو لایت][۴۸]
- «ذهن خارج از توالی» [داون آو لایت][۴۹]
- «مگالومانیا» [داون آو لایت][۵۰]
- «چند دختر» [داون آو لایت][۵۱]
- «در وی‌آی‌پی تو غرق شدم» [داون آو لایت]
- «کوهستان توت‌فرنگی» [داون آو لایت]
- «نیایش» [داون آو لایت]
- «مکانی دیگر برای سقوط» [داون آو لایت]

۲۰۲۰
- «غیرمجتمع» [داون آو لایت]
- «خویشاوند» [داون آو لایت]
- «ماه‌سنگ» [داون آو لایت]
- «زمینی دیگر» [داون آو لایت][۵۲]
- «این یکی خوب است» [داون آو لایت]
- «روح» [داون آو لایت]
- «جوآنا» [داون آو لایت]
- «رمزها» [داون آو لایت]
- «چرخ‌وفلک» [داون آو لایت]

### ریمیکس‌ها
۲۰۱۱
- فوسی بوی — «طلا» (ریمیکس مورد فوستانگ) [پلاسماپول]
- مورگن پیج، سلطان و ند شپرد و بی‌تی به‌همراه آنجلا مک‌کلاسکی — «در آسمان» (ریمیکس مورد فوستانگ) [نتورک]
- ال‌ام‌اف‌ای‌او — «سکسی و خودم می‌دانم» (ریمیکس مورد فوستانگ) [فو اند بلو]
- فرویدز — «در نهایت» (ریمیکس مورد فوستانگ) [یاوا ریکوردینگز]

۲۰۱۵
- گلیچ ماب — «خورشید را جابجا کن» (ریمیکس مورد فوستانگ) [گلس ایر]

۲۰۱۹
- مورد فوستانگ — «در وی‌آی‌پی تو غرق شدم» [داون آو لایت][۵۳]

۲۰۲۰
- میدنایت کیدز — «آخرین بار» (ریمیکس مورد فوستانگ) [آرسی‌ای رکوردز][۵۴]